# Ströby, Bösslinge och Åkerby
Ströby, Bösslinge och Åkerby är en av SCB avgränsad och namnsatt småort i Uppsala kommun. Småorten omfattar bebyggelse i tre byar i Börje socken. 

## Historia
Alla byarna är förmodligen forntida. I Bösslinge finns ett skadat gravfält om 3 stensättningar och en hög, samt en terrassering (RAÄ 109 Börje). I Anslutning till Ströby finns ett större gravfält, om 43 gravar (RAÄ 107 Börje), samt i Åkerby ett gravfält om 45 gravar (RAÄ 120 Börje). Mer perifert finns andra lämningar vars bytillhörighet är oklarare.
Bösslinge omtalas första gången 1344. Under 1500-talet fanns här två mantal skatte.
Ströby omtals första gången 1291. 1305 ägde Uppsala helgeandshus jord i byn. Den omfattade under 1500-talet två mantal, förutom en skatteutjord till byn Klista. Båda gårdarna tillhörde 1497-1527 Uppsala domkyrka, men den ena gårder hamnade före 1533 i Olof Bröms ägo, som pantsatte den till Knut Andersson (Lillie), som i sin tur sålde den till Gustav Vasa. Gården ingick senare i den gustavianska donationen till Uppsala universitet 1624.
Åkerby omtalas första gången 1316 ('in Aakerby'), fanns här två landbönder under prästen i Börje. Under 1500-talet fanns två kyrkolandbor och en skattebonde i byn.

### Befolkningsutveckling
| Befolkningsutvecklingen i Ströby, Bösslinge och Åkerby 1990–2023 | Befolkningsutvecklingen i Ströby, Bösslinge och Åkerby 1990–2023 | Befolkningsutvecklingen i Ströby, Bösslinge och Åkerby 1990–2023 | Befolkningsutvecklingen i Ströby, Bösslinge och Åkerby 1990–2023 | Befolkningsutvecklingen i Ströby, Bösslinge och Åkerby 1990–2023 |
| ---------------------------------------------------------------- | ---------------------------------------------------------------- | ---------------------------------------------------------------- | ---------------------------------------------------------------- | ---------------------------------------------------------------- |
|                                                                  |                                                                  |                                                                  |                                                                  |                                                                  |
| År                                                               |                                                                  |                                                                  | Folkmängd                                                        | Areal (ha)                                                       |
| 1990                                                             | 1990                                                             |                                                                  | 81                                                               | 19#                                                              |
| 1995                                                             | 1995                                                             |                                                                  | 102                                                              | 18#                                                              |
| 2000                                                             | 2000                                                             |                                                                  | 100                                                              | 18#                                                              |
| 2005                                                             | 2005                                                             |                                                                  | 112                                                              | 24#                                                              |
| 2010                                                             | 2010                                                             |                                                                  | 106                                                              | 24#                                                              |
| 2015                                                             | 2015                                                             |                                                                  | 73                                                               | 14#                                                              |
| 2020                                                             | 2020                                                             |                                                                  | 84                                                               | 14#                                                              |
| 2023                                                             | 2023                                                             |                                                                  | 78                                                               | 14                                                               |
| Anm.: # Som småort.                                              |                                                                  |                                                                  |                                                                  |                                                                  |